# Publio Ostorio Scapula
Publio Ostorio Scapula (dal latino: Publius Ostorius Scapula; 15 circa – 52) è stato un politico e militare romano, proconsole di Britannia dal 47 al 52, che sconfisse e catturò Carataco.

## Biografia

### Origini familiari e giovinezza
Era probabilmente figlio di Publio Ostorio Scapula, prefetto d'Egitto sotto Augusto. Nulla si sa sugli inizi della sua carriera. Fu Console Suffetto, probabilmente nel 46.

### Governatore in Britannia (47-52)
Nell'inverno del 47 fu nominato secondo governatore di Britannia dall'imperatore Claudio, come successore di Aulo Plauzio. Il sud e l'est dell'isola erano state saldamente occupate e alleanze erano state strette con le tribù che si trovavano fuori della zona controllata dai romani. Tuttavia, alcune continuavano a opporre resistenza. Credendo che il nuovo governatore non avrebbe lanciato una campagna militare durante l'inverno, organizzarono degli attacchi e si ribellarono.
Ma Ostorio, invece, reagì con forza e attaccò i nemici senza dar loro il tempo di unire le forze. Sembra (come si evincerebbe da un passo corrotto degli Annali di Tacito) che la sua intenzione fosse quella di disarmare tutti i Britanni che vivevano a sud e a est dei fiumi Trent e Severn.
Anche gli Iceni, una Tribù stanziata nel Norfolk che non era stata conquistata ma si era volontariamente alleata con i Romani, si opposero a questo piano e guidarono una rivolta delle Tribù vicine.
Ostorio li sconfisse e, nel corso di una dura battaglia, distrusse una fortezza in altura, forse l'accampamento di Stonea, nelle paludi vicino a March, nel Cambridgeshire. Suo figlio, Marco Ostorio Scapula, vinse la Corona Civica per aver salvato la vita di un cittadino romano durante la lotta. Gli iceni rimasero comunque indipendenti ed è probabile che Prasutago fu insediato come sovrano filo-romano. Dopo aver stroncato la rivolta, iniziò una serie di campagne militari di frontiera, ingaggiate contro i Deceangli nel Galles del nord e nel Cheshire Gap (48). Questa era un'abile mossa per dividere le tribù della britanniche del nord da quelle gallesi. Fu però costretto a rivolgersi di nuovo a est da una ribellione dei briganti, che, sebbene venisse soppressa rapidamente, tuttavia mise in luce il pericolo del sistema dei regni clienti (di cui i briganti facevano parte). E così le legioni vennero sparse nel territorio britannico (la XIIII Gemina nel territorio dei Briganti, la II Augusta nel sud-est, la VIIII Hispana a nord-est del Trent, la XX Valeria Victrix a Colchester e la XIV a Wroxeter).
Ostorio inizio un'ulteriore romanizzazione nelle terre del sud che erano più sicure, fondando la prima colonia britannica di veterani a Camulodunum (Colchester) nel 49 e probabilmente istituì anche un municipium a Verulamium (St Albans). Nel frattempo Carataco della tribù dei Catuvellauni, sconfitta nella prima fase della conquista, si pose a capo dei Siluri del Galles sud-orientale e del Gloucestershire. Questa sollevazione venne arginata con una serie di fortezze militari, che costrinsero Carataco a dirigersi a nord, nel territorio degli ordovici.
Dopo molti anni di guerriglia, Carataco fu costretto da Ostorio a uno scontro aperto: la battaglia avvenne o presso il fiume Severn o vicino a Caersws (51). I romani ottennero la vittoria.
La moglie e la figlia di Carataco furono catturate e il fratello si arrese, mentre Carataco fuggì presso i Briganti, la cui regina, Cartimandua, leale a Roma, lo fece mettere in catene.
La vittoria non pose però del tutto fine alla resistenza gallese. I siluri, ad esempio, continuarono a infastidire le truppe romane, presumibilmente dopo che Ostorio aveva detto in pubblico che essi erano un pericolo tale che dovevano o essere sterminati o essere spostati in massa. Questo loro atteggiamento, dunque, fu determinato da quella che Peter Salway chiamava "mancanza di giudizio politico da parte di Ostorio". Il governatore morì all'improvviso nel 52, senza che i Siluri fossero stati sottomessi, nonostante la dura repressione romana. I siluri, quindi, continuarono le loro scorrerie e sconfissero una legione guidata da Gaio Manlio Valente, prima dell'arrivo del nuovo governatore, Aulo Didio Gallo. L'area fu del tutto pacificata 25 anni dopo da Sesto Giulio Frontino.